# Karlstadsbuss
Karlstadsbuss var fram till 10 december 2022 en avdelning inom Region Värmland som ansvarade för tätortstrafiken i Karlstad. Karlstadsbuss hade 69 bussar som var helt handikappanpassade samt utrustade med gratis trådlöst internet (Wifi), tv och klimatanläggning.

## Linjesystemet
Linjenätet var uppbyggt av en snabbusslinje, åtta baslinjer, två centrumlinjer och ett antal speciallinjer. I slutet av 2021 inleddes test av en anropsstyrd linje som gick från Mjölnartorpet till Universitetet.

## Historia

### Nya Åkeriet och Karlstads Bussaktiebolag (1880-1922)
Karlstadsbuss historia sträcker sig tillbaka ända till 1880-talet då fröken Alma Andersson startade ”Nya Åkeriet” som bestod av hästdragna fordon. De första åtta motoriserade bussarna köptes in 1922 och trafikerade sex linjer från Stora Torget till Herrhagen, Råtorp, Färjestad, Romstad, Kroppkärr och Sommarro. Utöver bussarna fanns då 12 lastbilar, 7 taxibilar, 12 hästar och 1 likvagn. 1947 bytte företaget namn till Karlstads Bussaktiebolag.

### Ny lag och omorganisation (1992-2004)
Kollektivtrafiklagen förnyas och lokaltrafiken organiseras efter beställar-/utförarkonceptet. Beställare blir den nyinrättade kollektivtrafiknämnden i Karlstads kommun, som också ansvarar för planering och marknadsföring. Efter upphandling i konkurrens väljs Karlstadsbuss AB till utförare av trafiken. Swebus AB köper senare Karlstadsbuss AB och övertar utförandet. Namnet Karlstadsbuss lever dock vidare i kommunens kollektivtrafiknämnd och används som varumärke utåt.

### Nystart och ambitionshöjning (2005)
Swebus AB vinner upphandlingen för perioden 2005-2013. Som arbetsgivare åt Karlstadsbuss chaufförer, samt stora delar av länstrafiken, är man Karlstads fjärde största privata arbetsgivare med 300 anställda. Det nya avtalet markerar en nystart och ambitionshöjning för kollektivtrafiken. 2005 är därför utgångsåret för Karlstadsbuss mål om att fördubbla kollektivtrafikresandet från 3,9-7,8 miljoner resor. Bussarna får en ny, distinkt orange design.

### Nytt linjenät, gerillamarknadsföring och ny organisation (2007)
2007 genomfördes en omfattande linjeomläggning för att göra det enklare att resa kollektivt i Karlstad. En viktig del i arbetet var linjenätskartan som bland annat inspirerats av tunnelbanan i Stockholm. Samma år blev Karlstadsbuss en avdelning i Karlstads kommuns stadsbyggnadsförvaltning, vilket innebar ett större inflytande i stadens framtida hållbara utveckling.

### Båtbussar och nya betalmedel (2008-2017)
Karlstadsbuss startar nya succékonceptet Båtbussarna. Under 2009 införs sms biljett och den egna valutan ”Turkronor” för att eliminera rånrisken för chaufförerna. Samma år beviljas stöd från EU:s regionala strukturfond för ett nytt biljettsystem, med bland annat möjligheten att ladda resekort via internet. Turkronor togs senare bort i samband med lansering av nya appen. Betalningen med kontokort och Swish blev möjlig.

### Karlstadsstråket (2018)
9 december 2018 har Karlstadsbuss lanserat snabbusslinjen med nya elektriska ledbussar.

## Byte av huvudman
Den 1 januari 2019 blev Karlstadsbuss en del av Region Värmland. Varumärket Karlstadsbuss upphörde helt den 11 december 2022 i samband med sammanslagningen med Värmlandstrafik.